# 郑国霖 (1933年)
郑国霖（1933年12月—2017年10月18日），吉林前郭尔罗斯蒙古族自治县人，中国共产党人，中华人民共和国官员。
1947年12月入伍，1950年12月加入中国共产党，正军职离休干部、原解放军后勤学院副院长。
于2017年10月18日在天津病逝。